# Oreopanax pes-ursi
Oreopanax pes-ursi är en araliaväxtart som beskrevs av José Cuatrecasas. Oreopanax pes-ursi ingår i släktet Oreopanax och familjen Araliaceae. Inga underarter finns listade.